# Botanischer Garten von Nouschahr
Der Botanische Garten von Nouschahr oder Nouschahr Arboretum (auch Noshahr Botanical Garden, Nowshahr Botanical Garden oder Nowshahr Arboretum) ist ein Botanischer Garten in Nouschahr in der Provinz Māzandarān im Norden des Iran.
Der Garten  wurde 1957 auf Initiative des damaligen Direktors des Instituts für Forstwirtschaft Ḥabīb-Allāh Ṯābetī für Forschung und Erziehung eingerichtet und in 73 Parzellen mit ungefähr 400 verschiedenen heimischen und exotischen Baumarten angelegt. Er hat eine Fläche von 8,5 ha.
Erste Ergebnisse der Forschung über Wachstum, Blüte- und Keimungszeit wurden 1969 in einem Handbuch für Besucher des Gartens veröffentlicht.
Heute untersteht der Botanische Garten dem Ministerium für Landwirtschaft und wird vom Forschungsinstitut für Forst und Weideland betreut.